# Brunn am Gebirge
Brunn am Gebirge osztrák mezőváros Alsó-Ausztria Mödlingi járásában. 2022 januárjában 12 045 lakosa volt.

## Elhelyezkedése

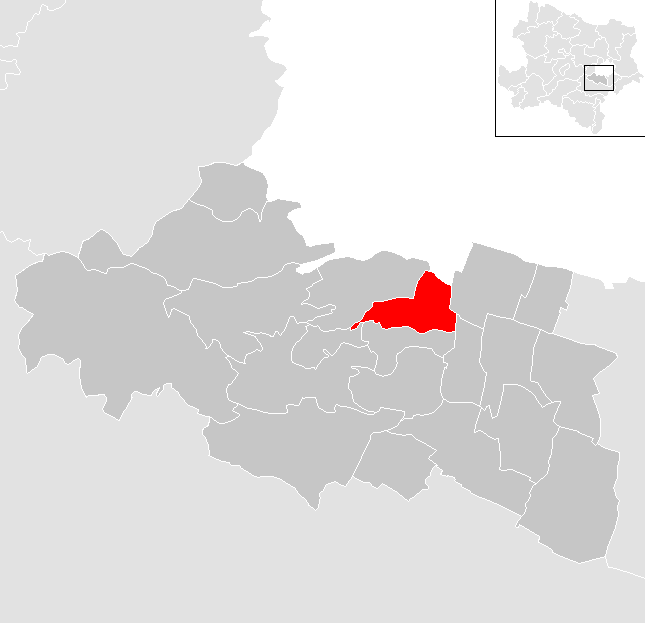
Brunn am Gebirge a Mödlingi járásban

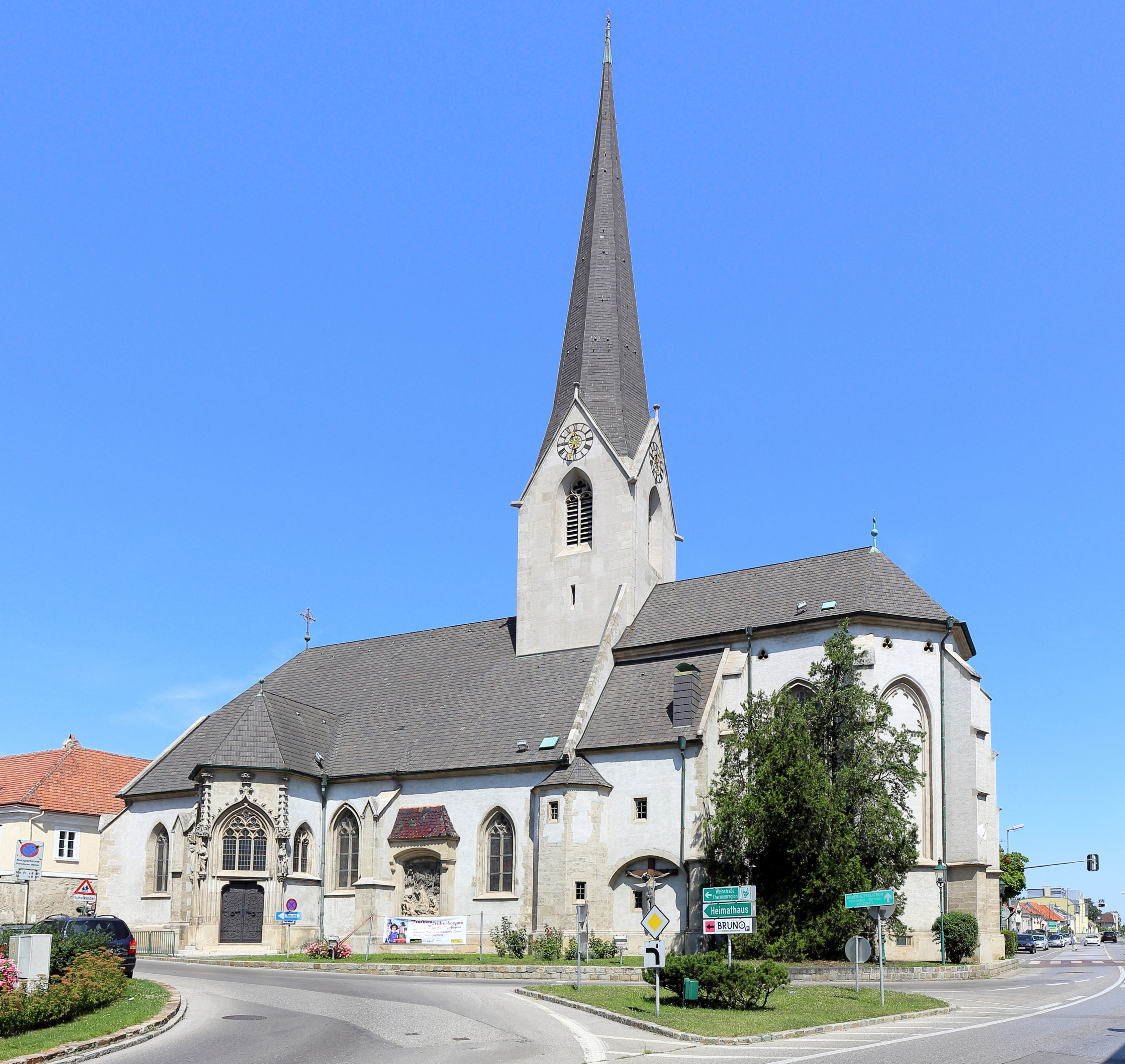
A Szt. Kunigunda-plébániatemplom

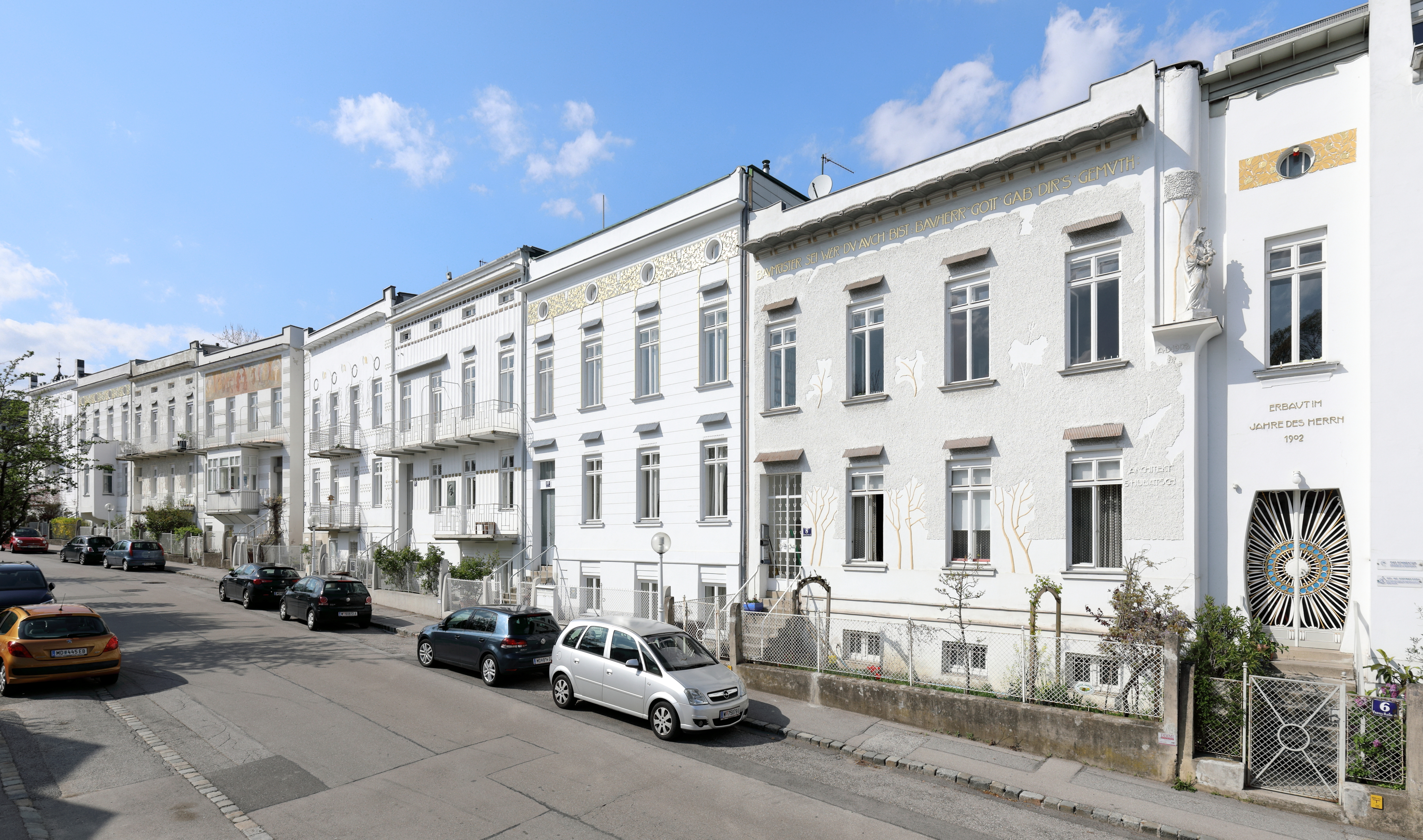
A Jugendstil-sorházak

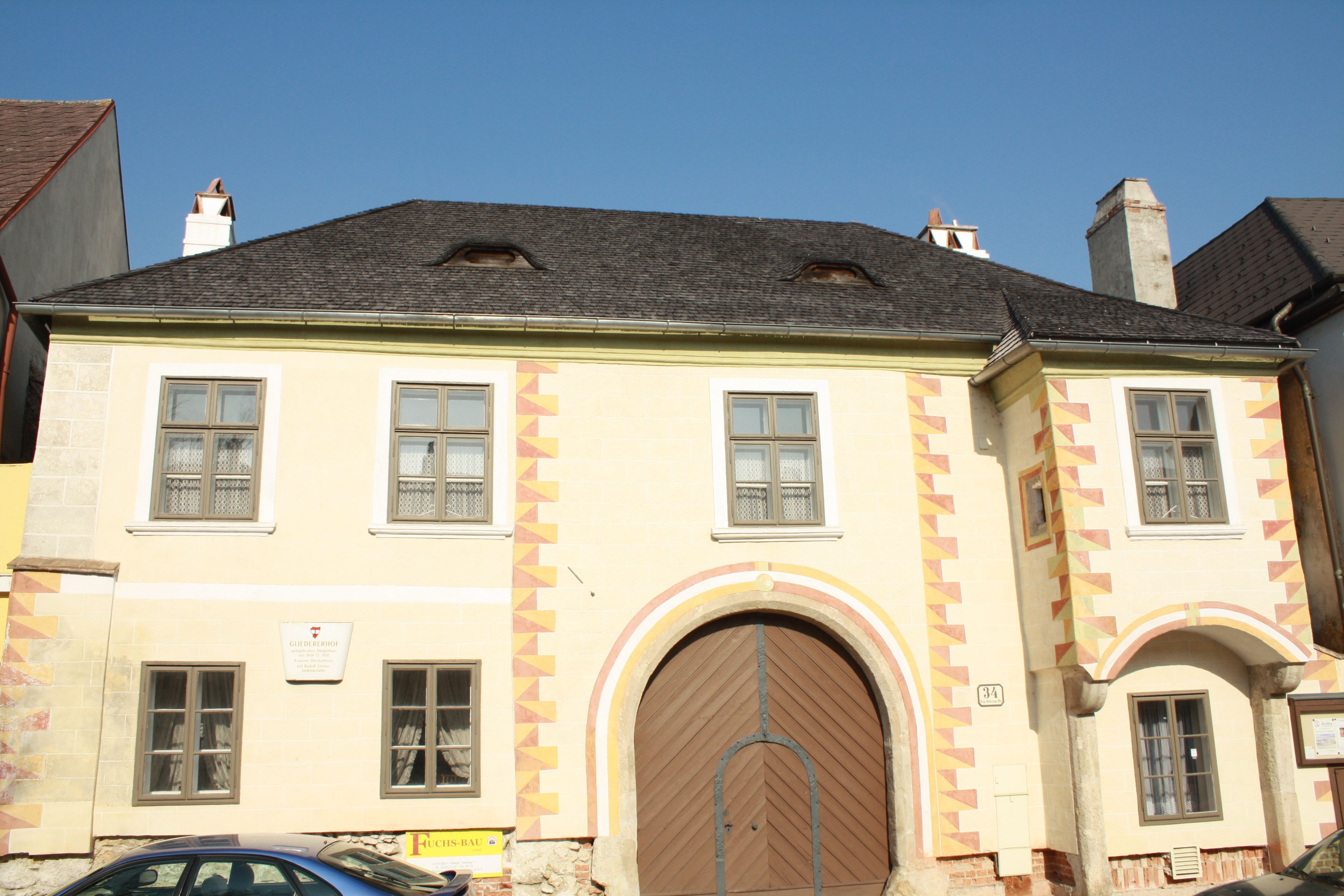
A Gliedererhof

Brunn am Gebirge a tartomány Industrieviertel régiójában a Bécsi-erdő és a Bécsi-medence találkozásánál fekszik, Bécstől közvetlenül délnyugatra. Területének 0,4%-a erdő, 9,3% áll mezőgazdasági művelés alatt. Az önkormányzathoz 3 település és településrész tartozik: Am Wolfsholz, Brunn am Gebirge és Heidesiedlung. 
A környező önkormányzatok: északon Bécs Liesing kerülete, keleten Vösendorf, délkeleten Wiener Neudorf, délen Maria Enzersdorf, délnyugaten Gießhübl, nyugaton Perchtoldsdorf.

## Története
Brunn am Gebirge területén a régészek hatezer éves újkőkori leletekre bukkantak, ami egész Ausztria legrégebbi ismert mezőgazdasági településéhez tartoztak. Az ásatások tanúsága szerint a vidék a római időkben, valamint az avar korban is lakott volt. 
A mai városközpont 1000 körül jött létre és Prun vagy Brun ("kút") néven szerepel az írott forrásokban. Egy 12. adománylevélben Prunni formában található. 1500 körül fal épült a település köré, amelyet 300 évvel később bontottak le. 
Brunn az itt gyártott sörről is ismert. Az első sörfőzde 1790-ben nyílt meg, az 1847-ben alapított Brunner Brauerei AG pedig a Monarchia egyik legnagyobb sörtermelőjévé fejlődött. 200 dolgozója évente 200 ezer hektoliter sört állított elő. A céget 1929-ben felvásárolta a liesingi Brau Union. 

## Lakosság
A Brunn am Gebirge-i önkormányzat területén 2022 januárjában 12 045 fő élt. A lakosságszám 1961 óta dinamikusan gyarapodó tendenciát mutat, azóta több mint duplájára nőtt. 2020-ban az ittlakók 85,3%-a volt osztrák állampolgár; a külföldiek közül 3,1% a régi (2004 előtti), 6% az új EU-tagállamokból érkezett. 3,8% az egykori Jugoszlávia (Szlovénia és Horvátország nélkül) vagy Törökország, 1,9% egyéb országok polgára volt. 2001-ben a lakosok 61,5%-a római katolikusnak, 6,9% evangélikusnak, 3,2% ortodoxnak, 3% mohamedánnak, 20,2% pedig felekezeten kívülinek vallotta magát. Ugyanekkor a legnagyobb nemzetiségi csoportokat a németek (88,1%) mellett a szerbek (3,3%), a törökök (1,7%), a horvátok (1,2%) és a magyarok (1,1%) alkották.
A népesség változása:

| 2016 | 11 679 |
| 2018 | 11 864 |

## Látnivalók
- a Gliedererhof épületében élt Rudolf Steiner, mielőtt Weimarba költözött.
- a Szt. Kunigundának szentelt katolikus plébániatemplom
- a Jugendstil-sorházak a bécsi szecesszió szép képviselői

## Híres brunniak
- Hubert Marischka (1882–1959) operaénekes, librettista, színigazgató
- Hans Gál (1890–1987) zeneszerző

## Testvérvárosok
- Brand-Nagelberg, Ausztria

## Fordítás
- Ez a szócikk részben vagy egészben  a   Brunn am Gebirge című német Wikipédia-szócikk ezen változatának fordításán alapul.  Az eredeti cikk szerkesztőit annak laptörténete sorolja fel. Ez a jelzés csupán a megfogalmazás eredetét és a szerzői jogokat jelzi, nem szolgál a cikkben szereplő információk forrásmegjelöléseként.